# Donna Edmondson
Pour les articles homonymes, voir Edmondson.
Katherine Hushaw Laurie Carr
Kathy Shower India Allen
Donna Edmondson, née le 1er février 1966 à Greensboro (Caroline du Nord)  est un modèle de charme et une actrice américaine.
Elle est connue en tant que playmate du magazine Playboy en novembre 1986, et fut ensuite désignée comme Playmate de l'Année 1987.

## Biographie
Elle est issue d'une famille baptiste et fréquenta l'Université de Caroline du Nord avant d'être employée d'une agence immobilière.
Son père aurait voulu que sa femme pose pour Playboy et avait tenté de la persuader de présenter sa candidature mais sans y parvenir : il poussa sa fille à le faire, ce qu'elle accepta. Ayant envoyé plusieurs photos au magazine, elle fut choisie comme playmate du mois de novembre 1986 (photos par Arny Freytag et Stephen Wayda) et elle devint ensuite Playmate de l'Année 1987. Elle reçut à cette occasion, outre son cachet de Playmate de l'Année, des cadeaux comprenant un cabriolet Chevrolet Corvette de couleur rouge.
L'article qui lui fut consacré en tant que Miss Novembre révéla qu'elle se considérait comme très religieuse, précisant : "I go to church every sunday - well, maybe I miss one Sunday a month." ("Je vais à l'église tous les dimanches - disons que je manque peut-être un dimanche par mois"). Elle indiquait par ailleurs qu'elle avait encore sa virginité, n'ayant jamais fait l'amour avant de poser pour Playboy. Ce qui lui valut le surnom de Virgin Playmate (Playmate vierge) et une grande popularité parmi les lecteurs du magazine. 
L'article sur Donna parut peu de temps après la publication du rapport Meese sur les méfaits de la pornographie (juillet 1986) : cet article, évoquant ses considérations religieuses accompagné de ses photos dénudées entraîna donc aussi des polémiques dans le pays et dans la région de la Bible Belt : elle fut en particulier accusée de ne pas respecter la religion en se montrant nue à des hommes.
Après son apparition dans le magazine, elle est apparue dans sept vidéos Playboy. En 2001, les lecteurs de Playboy l'ont classée quatrième pour le titre de "Playmate la plus sexy des années 1980". Ses photos ont également paru dans plusieurs éditions spéciales.
Elle est, en 2012, mariée et mère de trois enfants.